# Liste des chevaliers de l'ordre du Croissant
 (janvier 2025).
 (janvier 2025).
L’Ordre du Croissant est un ordre de chevalerie, fondé le 11 août 1448 par René Ier d'Anjou.

Collier de l'ordre du Croissant.

- Haut – A
- B
- C
- D
- E
- F
- G
- H
- I
- J
- K
- L
- M
- N
- O
- P
- Q
- R
- S
- T
- U
- V
- W
- X
- Y
- Z

## A
- Fouquet d'Agoult (v.1400-1492), Baron de Mison, de la Tour d'Aigues, de Sault et de Forcalquier, Seigneur de Thèze, de Barret, de Volone, de La Bastide, de Peypin et de Niozelles, Viguier de Marseille, Chevalier de l'Ordre du Croissant, Date d'admission : 16 mars 1449
- Raymond d'Agoult (+v.1505), Baron de Sault, de Mison, de la Tour d'Aigues, Seigneur de Cypières, Chevalier de l'Ordre du Croissant, Date d'admission : 19 juin 1449
- Jean Amenard, Seigneur de Chanzé et de Bouillé, Chevalier de l'Ordre du Croissant, Date d'admission : 29 mars 1451
- Saladin d'Anglure (+1499), Vicomte d'Etoges, Seigneur de Boursault, de Fère-Champenoise et de Nogent, Chevalier de l'Ordre du Croissant
- Simon d'Anglure (+1484), Vicomte d'Estoges, Chevalier de l'Ordre du Croissant, Date d'admission : 22 septembre 1449
- René Ier d'Anjou, Roi titulaire de Naples et de Jérusalem, Duc d'Anjou et Pair de France, Duc de Bar, Duc de Lorraine, Comte de Provence Créateur et Chevalier de l'Ordre du Croissant, Date d'admission : 14 août 1448
- Marcelin d'Audiffret[1], Chevalier de l'Ordre du Croissant par Lettres patentes[2], du 18 septembre 1464[3], Gouverneur du fort de Jausiers, général des armées de René Ier d'Anjou.
- Guy d'Avaugour, Seigneur des Loges, Chevalier de l'Ordre du Croissant

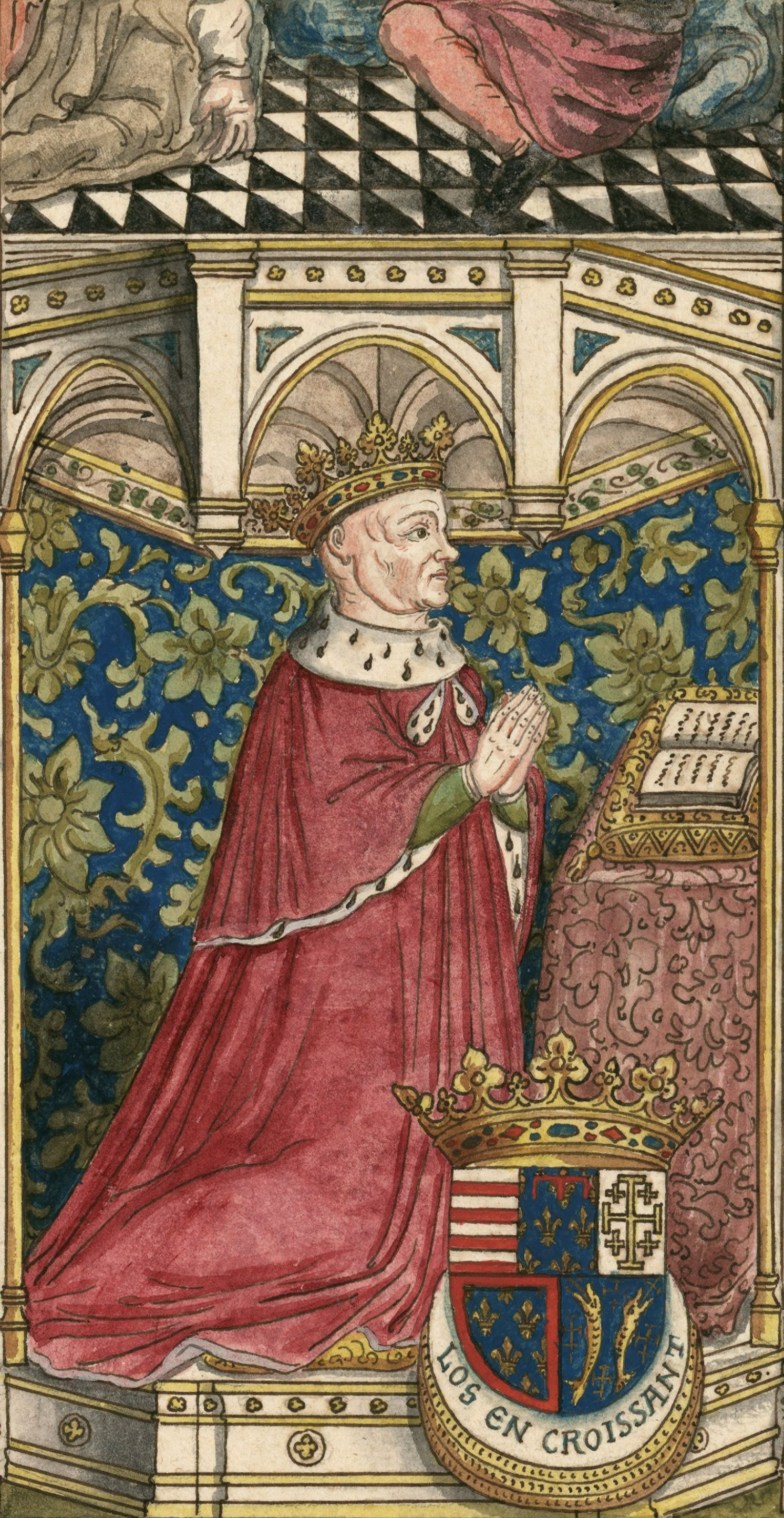
René Ier d'Anjou

## B
- Bertrand de Beauvau, Baron de Pressigny, Seigneur de Sillé-le-Guillaume et de Briançon, Chevalier de l'Ordre du Croissant, Date d'admission : 8 mai 1451
- Jean IV de Beauvau-Craon, Seigneur des Rochettes, de Sermaise et des Essarts, Baron de Manonville, Chevalier de l'Ordre du Croissant
- Louis de Beauvau-Craon (+1472), Baron de Beauvau, Seigneur de Champigné et de La Roche-sur-Yon, Baron de Château-Renard, Maréchal de Provence, Chevalier de l'Ordre du Croissant, Date d'admission :11 août 1448
- Eustache Ier du Bellay, Chevalier de l'Ordre du Croissant, seigneur de Gizeux, du Bellay et du Bois-Thibault, admis en 1475[4].
- Jean III du Bellay (1400-+1482), seigneur du Bellay (en Allonnes), de Gizeux, La Jousselinière, Langey  et du Bois-Thibault, Chevalier de l'Ordre du Croissant, Date d'admission : 5 novembre 1450
- Louis de Bournan, Seigneur du Coudray, Viguier de Marseille, Chevalier de l'Ordre du Croissant, Date d'admission : 11 février 1449
- Thibaut de Bournan, Chevalier de l'Ordre du Croissant
- Jacques de Brézé (+1494), Comte de Maulévrier, Baron du Bec-Crespin et de Mauny, Chevalier de l'Ordre du Croissant

## C
- Charles de Castillon (+1461), Baron d'Aubagne, Seigneur de Roquefort, de Cassis, de Saint-Marcel et du Castellet, Chevalier de l'Ordre du Croissant
- Brandelis de Champagne (+1504), Seigneur de Bazoges, de Brouassin, de Villaines, de Vaucelles, de Bazeilles, Chevalier de l'Ordre du Croissant
- Pierre Ier de Champagne (+1486), Seigneur de Champagne, de Pescheseul, de Lonvoisin, de Bailleul et Parcé, Prince de Montorio et d'Aquila, Premier Baron du Maine, Vice-Roi de Sicile, Chevalier de l'Ordre du Croissant, Date d'admission : 19 septembre 1449
- Tanneguy IV du Chastel (+1477), Vicomte de La Bellière, Chevalier de l'Ordre du Croissant, Date d'admission : 23 septembre 1448
- Antoine de Clérambault (+v.1500), Seigneur du Plessis-Clerambault, Chevalier de l'Ordre du Croissant
- Louis de Clermont-Gallerande (+v.1477), Chevalier de l'Ordre du Croissant, Date d'admission : 25 août 1448
- Gaspard Cossa, Chevalier de l'Ordre du Croissant
- Jean Cossa (1417-1470), Comte de Troïa, Baron de Grimaud, Seigneur de Marignane et de Grignac, Chevalier de l'Ordre du Croissant, Date d'admission :11 août 1448

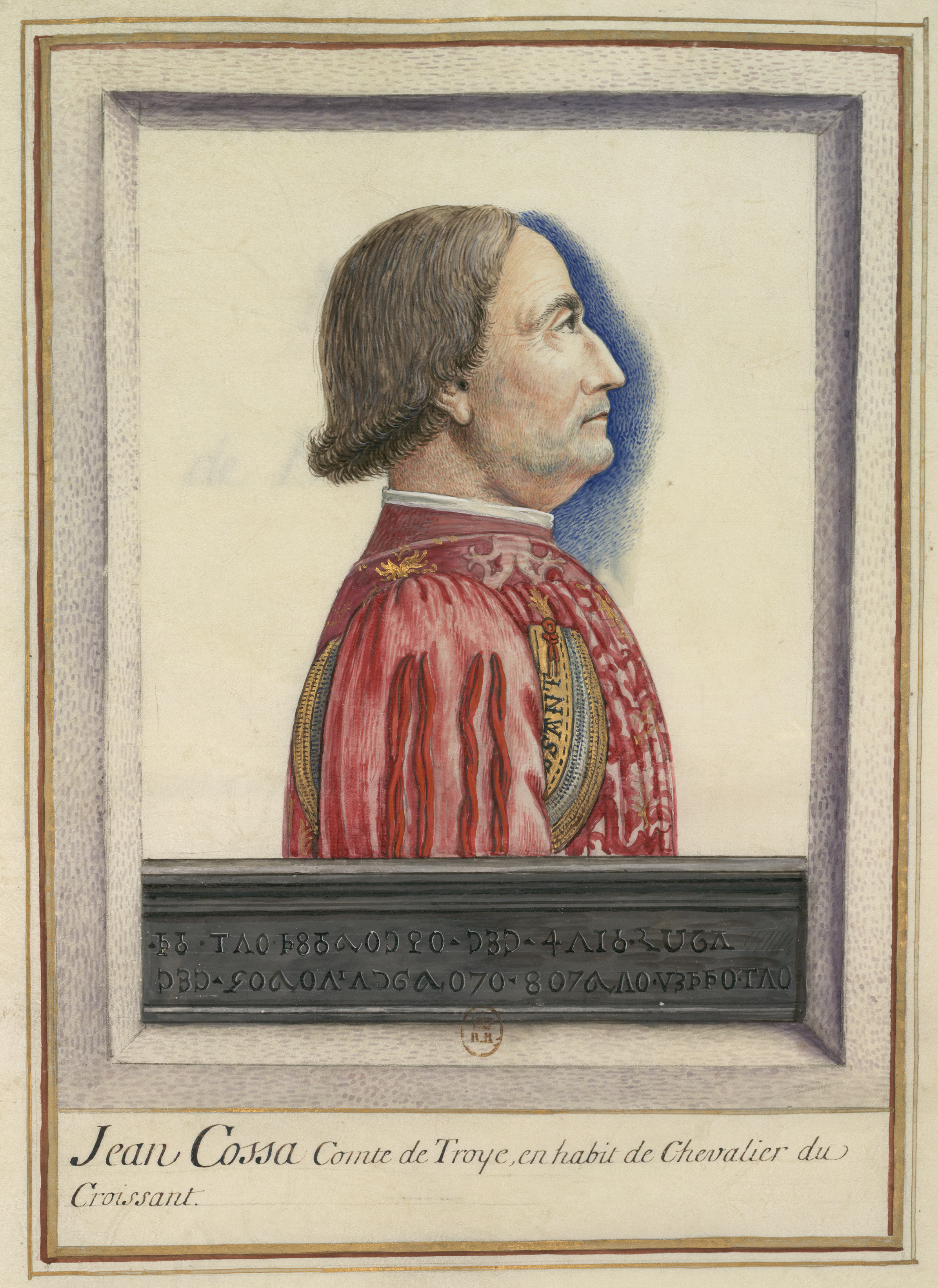
Jean Cossa, en habit de chevalier de l'Ordre du Croissant

## F
- Jean de Fénestrange, Chevalier de l'Ordre du Croissant, Date d'admission : 21 septembre 1452

## G
- Élion de Glandevès[5], Seigneur de Faucon-du-Caire, Co-Seigneur de Château-Arnoux et de Châteauneuf-Val-Saint-Donat, Viguier de Marseille, Chevalier de l'Ordre du Croissant, Date d'admission : 25 août 1448
- Pierre de Glandevès, Seigneur de Château-Arnoux et de Châteauneuf-Val-Saint-Donat, Viguier de Marseille, Chevalier de l'Ordre du Croissant, Date d'admission : 2 mars 1449

## H
- André de Haraucourt (+1484), Co-Seigneur de Haraucourt, Seigneur de Bayon, d'Ubéxy, de Landécourt, de Franconville, de Séranville, de Louppy, de Dreuville, de Maréville, Chevalier de l'Ordre du Croissant
- Gérard III de Haraucourt (+v.1475), Co-Seigneur de Haraucourt, Seigneur de Bayon, d'Ubéxy, Chevalier de l'Ordre du Croissant, Date d'admission : 19 septembre 1449
- Jean III de Harpedane, Seigneur de Belleville et de Montaigu, Chevalier de l'Ordre du Croissant

## J
- Guillaume de la Jumelière, Seigneur de la Guerche et de Martigné-Briant, Chevalier de l'Ordre du Croissant, Date d'admission : 28 juillet 1449

## L
- Hardouin de La Jaille, Chevalier de l'Ordre du Croissant
- Bertrand de La Haye, Seigneur de Maulévrier, Chevalier de l'Ordre du Croissant
- Jean de La Haye, Seigneur de Passavant, Chevalier de l'Ordre du Croissant, Date d'admission : 4 septembre 1449
- Louis de La Haye, Seigneur de Maulévrier et de Passavant, Chevalier de l'Ordre du Croissant
- Guy II de Laval-Loué (+1484), Seigneur de Loué, de Benais, de Montsabert, de La Faigne et de Marcilly, Chevalier de l'Ordre du Croissant, Date d'admission : 16 mars 1449
- Philippe de Lenoncourt, Co-Seigneur de Lenoncourt, Seigneur de Gondrecourt, de Serres, de Frouard, Chevalier de l'Ordre du Croissant
- Thierry III de Lenoncourt (+1483), Seigneur de Lenoncourt, Chevalier de l'Ordre du Croissant, Date d'admission : 2 janvier 1450
- N. Le Poulchre, Seigneur de la Motte-Messensé et de la Pouqueray, Chevalier de l'Ordre du Croissant
- Philippe Le Veneur de Tillières (+1486), Baron de Tillières, Seigneur du Homme et de Valquier, Chevalier de l'Ordre du Croissant
- Bermont de Lévis (+1487), Baron de la Voulte, Chevalier de l'Ordre du Croissant
- Gérard de Ligniville, Seigneur de Tumejus, Chevalier de l'Ordre du Croissant, Date d'admission : 23 octobre 1452
- Jean II de Lorraine (1426-1470), Duc de Calabre et Duc de Lorraine, Chevalier de l'Ordre du Croissant  , Date d'admission : 5 novembre 1449

## M
- Gilles de Maillé (+v.1465), Seigneur de Brezé, Chevalier de l'Ordre du Croissant, Date d'admission : 27 juillet 1449
- Charles IV du Maine (1414-1472), Comte du Maine, de Guise, de Gien et de Mortain, Vicomte de Châtellerault et de Martigné, Seigneur de la Ferté Bernard et Pair de France, Chevalier de l'Ordre du Croissant
- Giacchantonio Marcello, procurateur de Saint-Marc de Venise, et auteur du poème latin sur l'ordre du Croissant, Chevalier de l'Ordre du Croissant, Date d'admission : 28 juillet 1449
- René du Matz, Seigneur de Durestal et de Mathefelon, Chevalier de l'Ordre du Croissant
- Pierre de Meuïllon (ou Mëolon, Mévoïlon) (+v.1471), Seigneur de Ribiers, Grand écuyer des écuries de Louis III d'Anjou et de René Ier d'Anjou, Chevalier de l'Ordre du Croissant, Date d'admission :11 août 1448
- Guichard de Montberon, Seigneur d'Avoir et de Grézigné, Baron de Mortagne, Chevalier de l'Ordre du Croissant

## N
- Jean II de Nassau-Sarrebruck (1423-1472), Comte de Nassau-Sarrebruck, Chevalier de l'Ordre du Croissant

## P
- Jacopo de' Pazzi, Seigneur d'Aubignan, Viguier de Marseille, Chevalier de l'Ordre du Croissant
- Jean du Plessis, Seigneur de Parnay, Viguier de Marseille, Chevalier de l'Ordre du Croissant, Date d'admission : 20 juin 1451

## R
- Foulques Riboulle, Seigneur d'Assé, Chevalier de l'Ordre du Croissant

## S
- Jean VII de Salm, Comte de Salm, Chevalier de l'Ordre du Croissant
- Roberto Sanseverino (+1498), Prince de Salerne, Comte de Caiazzo, Chevalier de l'Ordre du Croissant
- Francesco Sforza (1401-1466), Duc de Milan, Chevalier de l'Ordre du Croissant, Date d'admission : 26 août 1449

## V
- Barthélemy de Valori (1376-?), Duc de Gaète, Marquis de Lecce, Seigneur de Marignane, de Martigues et des Iles-d'Or, Chevalier de l'Ordre du Croissant
- Gabriel III de Valori (1412-1469), Baron de Châteaurenard, Seigneur de Marignane, de Martigues, de Rognac, d'Eguilles, Chevalier de l'Ordre du Croissant
- Ferry II de Vaudémont (1417-1470), Comte de Vaudémont, Baron de Joinville, Chevalier de l'Ordre du Croissant, Date d'admission :11 août 1448

### Sources et bibliographie
- Armoiries des chevaliers de l'ordre du Croissant, institué par René d'Anjou, roi de Sicile, etc., à Angers, en l'église Saint-Maurice, le 11 août 1448. Date d'édition :  1501-1600. Bibliothèque nationale de France. Département des Manuscrits. Français 5225. Notice Voir en ligne
- L'ordre du croissant « institué par René, roy de Naples et de Jerusalem, duc de Lorraine et d'Anjou, dans la ville d'Angers, l'an de N. S. MCDXLVIII... par Claude Ménard, conseiller du roy, maistre des requestes ordinaires de la reyne regente... 1644 ». XVIIe siècle Voir en ligne Voir en ligne le document numérisé
- Palliot, La Vraye et Parfaite Science des Armoiries, 1660
- Nicolas Pétrineau des Noulis puis Jacques Rangeard, Notes pour servir à l'histoire de l'ordre du Croissant. XVIIIe siècle Voir en ligne
- Encyclopédie méthodique, Histoire Tome I, Panckoucke, Paris, 1784, p. 48-49 et p. 109.
- Gourdon de Genouillac, Dictionnaire des ordres de chevalerie, 1860
- Émile Perrier, Les chevaliers du Croissant : essai historique et héraldique, Lafolye frères (Vannes). 1906. 1 vol. (70 p.) : ill. ; in-8. Voir en ligne
- Louis de Farcy, Monographie de la cathédrale d'Angers, Angers ; 4 tomes : 1905 - 1926
- Christian de Mérindol, L’ordre du Croissant. Mises au point et perspectives. Publications de l'École Française de Rome, 2000. 275  pp. 499-509. Voir en ligne